# Benjamin Martha
Benjamin Shurendy Martha (28 de noviembre de 1981) es un futbolista internacional de Curazao y juega como delantero o extremo y mediocampista ofensivo, su actual equipo es el S.V. Hubentut Fortuna de la primera división de las Antillas Neerlandesas.

## Trayectoria
- RBC Roosendaal  2006-2008

- Quick Boys  2008-2010

- RVVH  2010-2011

- S.V. Hubentut Fortuna  2011-presente

## Vida personal
Benjamin Martha es el hermano menor del también futbolista internacional Eugene Martha.